# 雲林県立土庫国民中学校

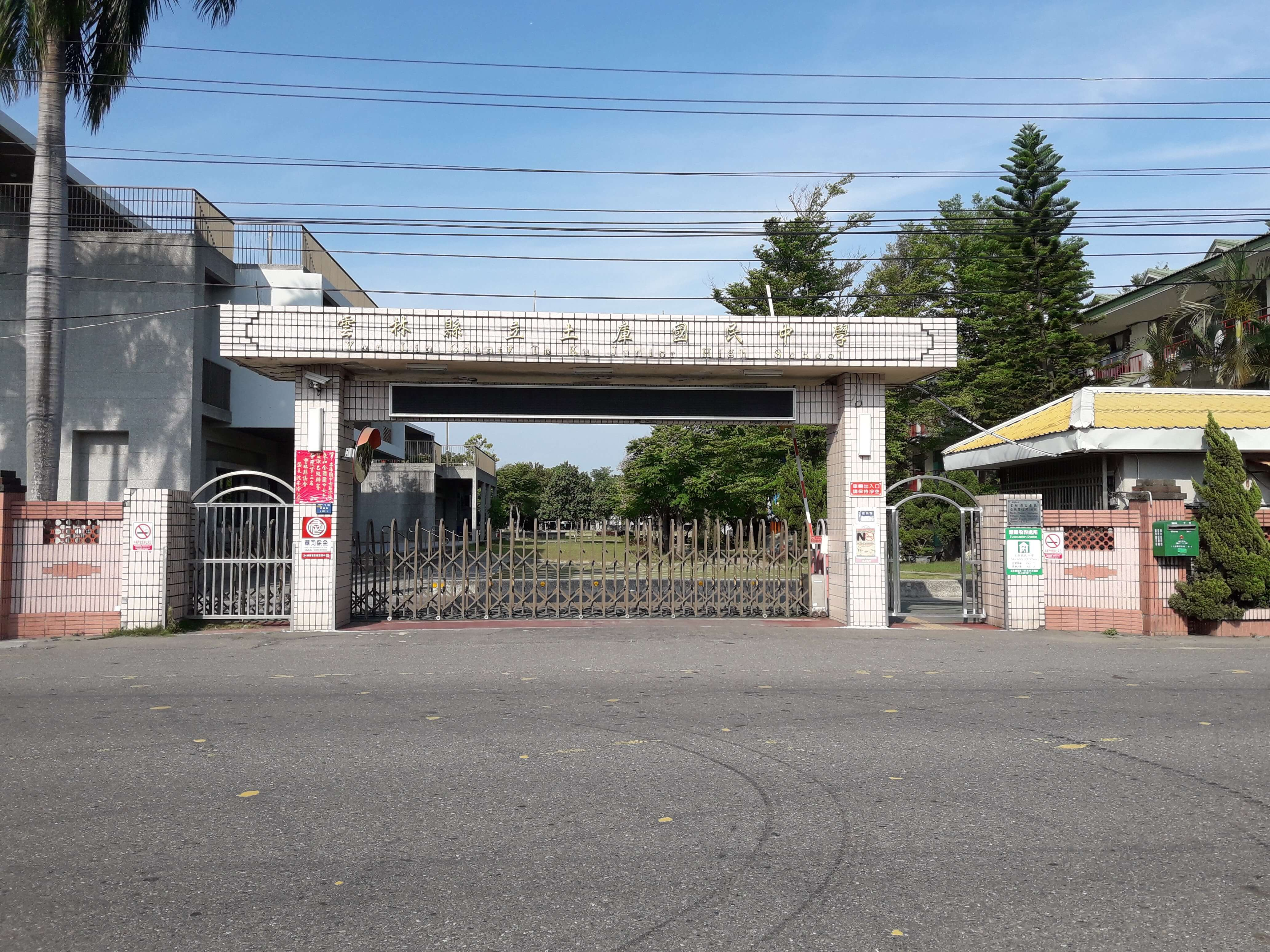
正門。

雲林県立土庫国民中学校（うんりんけんりつどここくみんちゅうがっこう）は、台湾雲林県土庫鎮にある国民中学である。1968年に設置された。土庫国中と略される。
2018年5月に土庫国民中学校が日本茨城県潮来市立潮来第二中学校を訪問した。

## 沿革
- 1968年 - 設立。